# Rodoald
Rodoald, död 653, var kung av det langobardiska riket mellan 652 och 653. 